# 寺墩遗址
寺墩遗址，位于江苏省常州市天宁区郑陆镇，1973年该遗址被发现，距今约4500年。1995年4月19日公布为江苏省文物保护单位，2019年10月7日公布为第八批全国重点文物保护单位。